# Bravaisia
Bravaisia, biljni rod iz porodice primogovki smješten u podtribus Trichantherinae, dio tribusa Ruellieae, potporodica Acanthoideae. Sastoji se od tri vrste rasprostranjene od Meksika i Kariba (Kuba, Trinidad) na jug preko Srednje Amerike do Venezeuele i Kolumbije.   Tipična je Bravaisia floribunda DC., sinonim za Bravaisia integerrima:

## Opis
Drveće i grmovi.

## Vrste
1. Bravaisia berlandieriana (Nees) T.F.Daniel
2. Bravaisia grandiflora Donn.Sm.
3. Bravaisia integerrima (Spreng.) Standl.

## Sinonimi
- Androcentrum Lem.; Fl. des Serres, Ser. I. 3: 242, verso (1847)
- Onychacanthus Nees; Prodr. [A. DC.] 11: 217 (1847)